# Rund um Berlin 1948
Rund um Berlin 1948 war die 40. Austragung des ältesten deutschen Eintagesrennens Rund um Berlin. Es fand am 20. Juni sowohl für die Berufsfahrer als auch mit einem gesonderten Straßenradrennen für Amateure statt. Der Start erfolgte am Rathaus am Alexanderplatz und führte auf einer Strecke durch den Berliner Süden zum Grunewald, wo eine Bergwertung ausgefahren wurde. Danach ging es durch Spandau über Hermsdorf und Pankow zum Ziel in das Stadion Mitte. Diese Strecke war 160 Kilometer lang und für die Profis und Amateure identisch.

## Rennverlauf Berufsfahrer
105 Radrennfahrer hatten gemeldet, 80 Fahrer nahmen bei idealem Wetter den Kurs in Angriff. Zu denen, die kurzfristig wegen Erkrankung absagen mussten, zählten Erich Bautz und Emil Kijewski. Die erste Prämie des Tages gewann Rudi Mirke und sicherte sich damit 1.000 Reichsmark. Den ersten Vorstoß fuhr dann Fritz Jährling. Bis zur Bergwertung am Grunewaldturm konnte er sich behaupten und gewann die Sonderprämie. Dort stürzte der ehemalige deutsche Meister Otto Schenk und musste das Rennen aufgeben. Materialpech hatte auch Jährling, der nach mehreren Speichenrissen ebenfalls aufgeben musste. Kurz hinter Tegel griff dann der spätere Sieger Heinrich Schultenjohann vehement an, lediglich Weinreich, Dinter und Hauswald folgten. Im Zielsprint gewann Schultenjohann sicher mit mehreren Radlängen vor Weinreich.
|     | Fahrer                  | Ort      | Zeit (h) |
| 01. | Heinrich Schultenjohann | Dortmund | 4:29:52  |
| 02. | Herbert Hauswald        | Sebnitz  | 4:29:52  |
| 03. | Herbert Weinrich        | Berlin   | 4:29:52  |
| 04. | Rudi Mirke              | München  | 4:30:22  |
| 05. | Hermann Schild          | Chemnitz | 4:32:14  |
| 06. | Hans Preiskeit          | Berlin   | 4:32:14  |
| 0 … |                         |          |          |

## Rennverlauf Amateure
Die Fahrer der C-Klasse (8 Minuten) und B-Klasse (4 Minuten) erhielten Vorgaben. Bereits kurz nach dem Start gab es einige Stürze, verursacht von Fahrern, die in Straßenbahnschienen rutschten. In Zehlendorf waren die Vorgabefahrer eingeholt. Die Bergwertung gewann Walczog. In Wittenau setzten sich der spätere Sieger Gräbner und Hannemann entscheidend ab. Die restliche Gruppe zerfiel in drei Verfolgergruppen. Im Ziel konnte Gräbner seinen Begleiter um fünf Radlängen distanzieren.
|     | Fahrer         | Ort      | Zeit (h) |
| 01. | Werner Gräbner | Berlin   | 4:45:10  |
| 02. | Hannemann      | Berlin I | 4:47:30  |
| 03. | Wipprecht      | Berlin   | 4:47:30  |
| 04. | Korr           | Aachen   | 4:47:30  |
| 05. | Kannewischer   | Berlin   | 4:47:30  |
| 06. | Horn           | Berlin   | 4:47:30  |
| 0 … |                |          |          |